# Rahim Redcar
Rahim Redcar (Nantes, 1 de junho de 1988), anteriormente conhecido como Christine and the Queens, é um cantor e compositor francês. Seu trabalho combina música, dança, vídeos, desenhos e fotografia.

## Carreira
Letissier estudou teatro na École normale supérieure de Lyon, mudando-se para Paris em 2010, onde concluiu os estudos. Quando visitou Londres, se inspirou pelo trabalho de drag queens locais, como Russella, que o acompanhou em um de seus primeiros concertos. Acabaram se tornando as "Queens", seu vocal de apoio. Ele dedicou muitas de suas criações a ela e para todas as pessoas transgêneras, descrevendo seu próprio gênero como "freakpop".
Adotou então o nome Christine and the Queens. Em 2012 venceu o "Best Discovered Act", conhecido como Découverte du Printemps de Bourges, e também o prêmio Adami Premières Francos 2012.
Em 2016, foi selecionado pela BBC como uma das 100 Mulheres mais importantes do ano.
Em 17 de julho de 2019, Charli XCX lançou a música e clipe de "Gone", que conta com a participação de Christine and the Queens.
Em 27 de fevereiro de 2020, lançou um EP, La Vita Nuova ("A Nova Vida"). O EP possui quatro faixas e uma faixa bônus. Ao mesmo tempo, ele lançou um curta conceitual, dirigido por seu colaborador Colin Solal Cardo. O curta se passa no marco histórico parisiense Palais Garnier e mostra Letissier e um grupo de dançarinos dançando as músicas do EP. O vídeo conclui com a participação especial de Caroline Polachek.
Em 11 de novembro de 2022, lançou seu terceiro álbum de estúdio, "Redcar les adorables étoiles".
Em 9 de junho de 2023, lançou seu quarto álbum de estúdio, "Paranoïa, angels, true love", estilizado em letras maiúsculas. A obra possui participações especiais de Mike Dean, Madonna e 070 Shake.

## Vida pessoal
Em 2014, se identificou como pansexual. Em agosto de 2022, anunciou que estava vivendo como homem há 1 ano, que usa pronomes masculinos e o nome Redcar.

## Discografia
Letissier tem um contrato com a gravadora independente Because Music desde 2012.
- Chaleur humaine (2014)
- Chris (2018)
- La vita nuova (2020)
- Redcar les adorables étoiles (2022)
- PARANOÏA, ANGELS, TRUE LOVE (2023)